# Saint-germaini békeszerződés (1919)

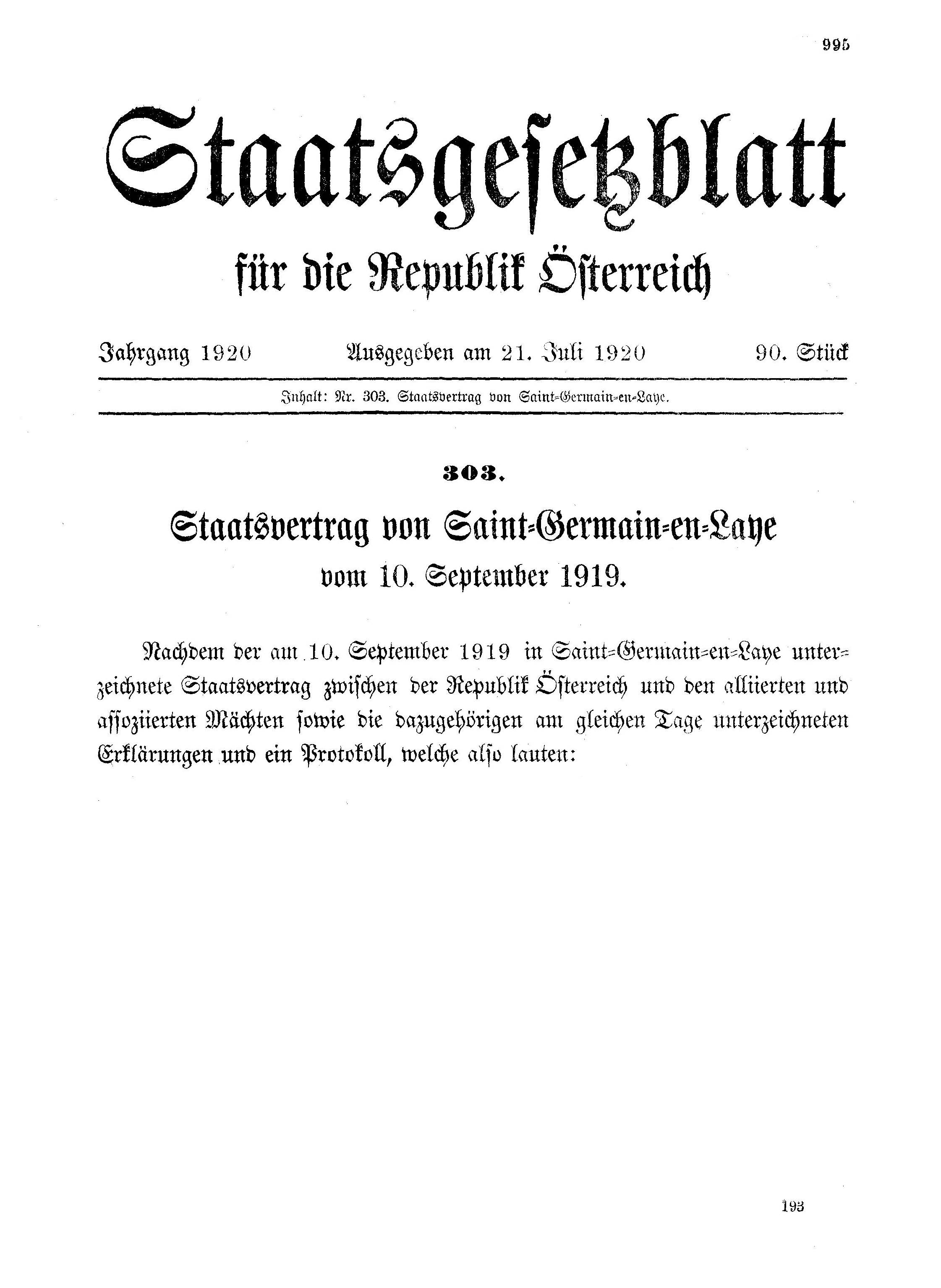
Az Osztrák Köztársaság Állami Közlönye a Saint-germaini békeszerződés kihirdetéséről, 1920. július 21.

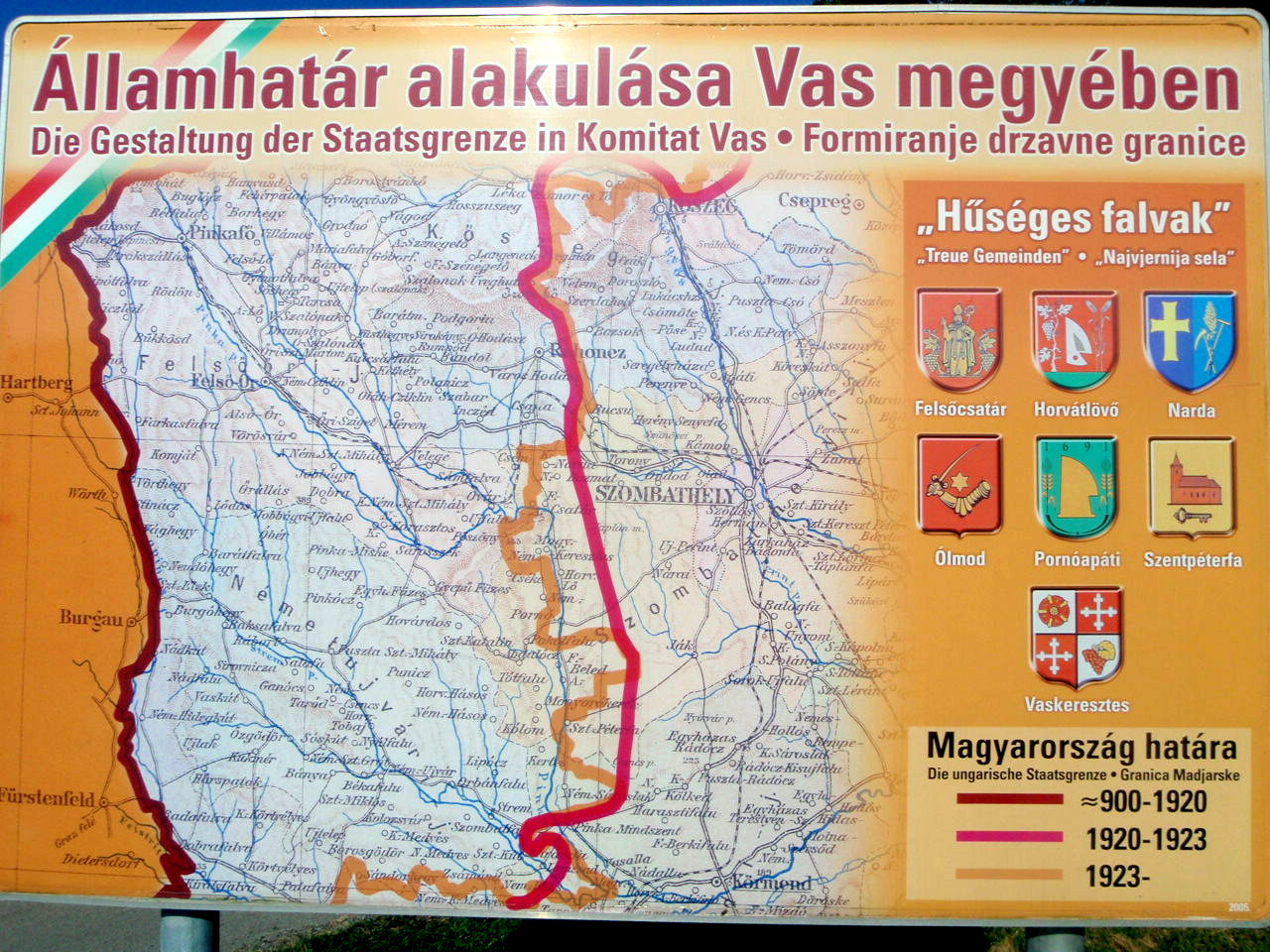
Burgenland és Vas vármegye határának változása 1922-1923-ban. Emléktábla a Vas-hegyen.

A saint-germaini békeszerződés az első világháborút lezáró Párizs környéki békeszerződések rendszerének részeként létrejött békeszerződés. Egyfelől Ausztria (mint az Osztrák–Magyar Monarchia egyik utódállama), másfelől a háborúban győztes antant államai (Nagy-Britannia, Franciaország, Olaszország) írták alá a franciaországi Saint-Germain-en-Laye-ben, 1919. szeptember 10-én.

## A békeszerződés létrejötte
1919 májusában egy osztrák küldöttség utazott a Párizs melletti Saint-Germain-en-Laye kastélyába, azonban a megbeszélésekben való részvételüket elutasították, és az Osztrák–Magyar Monarchiát tették egyedüli felelőssé a háborúért. A békeszerződést 1919. szeptember 2-án adták át az osztrák delegációnak, akik szeptember 10-én írták azt alá.

## A határozat tartalma
A béke eredményeként Ausztria területe a korábbi negyedére (84 ezer km²-re) csökkent; az országnak 6,5 millió lakosa maradt. A szerződés szentesítette az Osztrák–Magyar Monarchia helyén 1918-ban alakult nemzeti államok létrejöttét, és Ausztria területét ennek megfelelően állapította meg. A 381 cikkelyből álló határozat közül a legfontosabb döntések:
- Csehország, Morvaország, Cseh-Szilézia és egy néhány Alsó-ausztriai önkormányzat, mint Feldsberg, ma Valtice, vagy Gmünd vasútállomása és városrésze, ma České Velenice került az újonnan megalakult Csehszlovákiához. Mindeközben az 1918 októberében német nyelvterületeken megalakult Szudéta független állam törekvéseit figyelmen kívül hagyták.
- Északon Galícia a helyreállított Lengyelország része lett.
- Dél-Tirol, Trentino (németül: Welschtirol) ma együtt a Trentino-Alto Adige régió, valamint Tarvisio környékén elterülő Friuli-Venezia Giulia keleti része (németül: Kanaltal) az Olasz Királysághoz került.
- Az isztriai partvidék szintén Olaszországhoz került.
- Bukovinát megkapta Románia.
- Alsó-Stájerország szlovénül: Štajerska, Krajna és Karintia egy része a Szerb–Horvát–Szlovén Királyság része lett: Dravograd (németül: Unterdrauburg); Jezersko (németül: Seeland); Meža folyó völgye (németül: Mießtal). Karintia esetében 1920-ban népszavazás során dőlt el, hogy a többi karintiai szlovének lakta terület a jövőben is Ausztriához tartozik (22 025 fő mellette, 15 278 fő ellene).
- Nyugat-Magyarországról átcsatolásra került Moson vármegye, Sopron vármegye, Vas vármegye zömében német és horvát nemzetiségű területei (ma burgenlandi horvátok), ebből jött létre Burgenland. A tartomány székhelyének az osztrákok Sopront kívánták megszerezni. A határvonalat a soproni népszavazás, az 1920–1923 közötti Pinka és Vas-hegy menti településeket érintő visszacsatolás, illetve a Rőtfalvát és Ólmodot érintő változások még érintették.
- Bad Radkersburg (magyarul: Regede) kettéosztásra került, a Mura jobb partján lévő városrész ma Gornja Radgona (németül: Oberradkersburg) és egyben a városka vára is a Szerb–Horvát–Szlovén Királyság része lett.
- Megtiltották a Német-Ausztria (németül: Deutschösterreich) elnevezés használatát, amely nevet az 1918. november 12-én megalakult (első) Osztrák Köztársaság vette fel és a béke megkötéséig volt használatos.
- Megtiltották, hogy Ausztria a Népszövetség beleegyezése nélkül egyesüljön Németországgal vagy Magyarországgal.
- Megtiltották a királyság visszaállítását.
- A békeszerződés 30 000 főben korlátozta Ausztria haderejét. Általános leszerelés keretében elrendelték a fegyvergyárak leszerelését és a fegyverek megsemmisítését, illetve jóvátétel fizetésére kötelezték.
- El kellett fogadni az újonnan alapított Népszövetség elveit, amelyeket minden békeszerződésbe beiktattak.

A „Lajtán túli” területek leválasztásával Ausztria népessége 6,5 millióra csökkent. Az ország szövetségi állammá vált, és Magyarországhoz hasonló kemény feltételeket volt kénytelen elfogadni. A békeszerződés 1920. június 16-án lépett hatályba, amikor egyúttal formailag is megszűnt az Osztrák-Magyar Állam. A saint-germaini békeszerződés egyike a Párizs környéki békeszerződéseknek.

## Dokumentum
2009-ben, a szerződés aláírásának 90. évfordulója alkalmából a szerződés eredeti példányát az osztrák állam Saint-Germain-en-Laye-ból Bécsbe hozatta. A Franciaországban őrzött eredeti archív példányon kívül további nem ismert, mert a két háború között Berlinbe szállított darab a második világháború bombázásai során megsemmisült.

## Fordítás
- Ez a szócikk részben vagy egészben  a   Vertrag von Saint-Germain című német Wikipédia-szócikk ezen változatának fordításán alapul.  Az eredeti cikk szerkesztőit annak laptörténete sorolja fel. Ez a jelzés csupán a megfogalmazás eredetét és a szerzői jogokat jelzi, nem szolgál a cikkben szereplő információk forrásmegjelöléseként.